# Aiguille de l'A Neuve
L’aiguille de l'A Neuve est une montagne située dans le massif du Mont-Blanc sur la frontière entre la France et la Suisse. Elle se trouve à proximité du Tour Noir,.

## Situation géographique
L'aiguille de l'A Neuve se situe à la limite entre les communes de Chamonix-Mont-Blanc et Orsières.